# Gioacchino I di Brandeburgo
Gioacchino I di Hohenzollern (Cölln, 21 febbraio 1484 – Stendal, 11 luglio 1535) detto il Nestore, fu Principe elettore di Brandeburgo (1499-1535). Egli trasse il proprio soprannome da Nestore, personaggio della mitologia greca.

## Biografia
Figlio maggiore di Giovanni il Cicerone di Brandeburgo, Gioacchino ricevette un'eccellente educazione sotto la direzione di Dietrich von Bülow, Vescovo di Lebus e Cancelliere dell'Università di Francoforte. Egli divenne Elettore alla morte del padre, nel gennaio del 1499.
Gioacchino prese parte alle contese dei regni scandinavi, ma i suoi primi anni di governo li dedicò principalmente alla gestione dell'elettorato, dove in una certa misura venne chiamato a risolvere alcune problematiche di amministrazione interna. Egli inoltre migliorò l'amministrazione della giustizia, promosse lo sviluppo del commercio e si schierò più volte dalla parte delle popolazioni dei villaggi.
Nelle elezioni imperiali del 1519, Gioacchino votò per Carlo di Borgogna, a differenza dalle proprie fazioni che volevano un voto a favore del Re Francesco I di Francia. Pur avendo ricevuto proposte da entrambe le fazioni, ma essendo grato a Carlo per un trattato di favore che gli aveva riservato, decise appunto di votare per lui; abilmente finse di votare per Francesco I per poi cambiare all'ultimo minuto. Malgrado tutto questo, le relazioni tra l'Imperatore e l'Elettore non furono molto amichevoli, e durante gli anni successivi Gioacchino si mantenne perlopiù in contatto con i nemici di Carlo.
Gioacchino è più noto per essere stato un tenace sostenitore dell'ortodossia cristiana. Suo fratello, l'Arcivescovo Alberto di Magonza, fu all'inizio uno dei principali bersagli degli attacchi di Lutero. Egli spinse perciò l'Imperatore a promulgare l'Editto di Worms, e a convocare diverse diete per controbattere i nemici della riforma. Patrono dell'insegnamento, Gioacchino contribuì a fondare l'Università Viadrina di Francoforte sull'Oder nel 1506.
Egli promosse Georg von Blumenthal, il "Perno del Cattolicesimo", a Cancelliere dell'Università da lui fondata, oltre a consentirgli di ottenere il titolo di Vescovo di Lebus e il privilegio di Consigliere Privato. Riunitosi assieme ad altri principi a Dessau nel luglio del 1525, divenne membro di una lega stabilita a Halle nel novembre del 1533. Ma, contro la sua volontà, la moglie, come il fratello Re Cristiano di Danimarca, divenne protestante, e nel 1528 cercò rifugio in Sassonia. Egli ebbe la mortificazione di vedere il protestantesimo glorificato anche da altri membri della sua famiglia.

## Matrimonio
Sposò, il 10 aprile 1502 a Stendal, Elisabetta di Danimarca (1485-1555), figlia di Giovanni di Danimarca e di Cristina di Sassonia. Ebbero cinque figli:
- Gioacchino (1505-1571);
- Anna (1507-1567), sposò Alberto VII di Meclemburgo-Güstrow, ebbero due figli;
- Elisabetta (1510-1558), sposò Eric I di Brunswick-Lüneburg, ebbero quattro figli;
- Margherita (1511-1577), sposò in prime nozze Giorgio I di Pomerania, ebbero una figlia, e in seconde nozze Giovanni V di Anhalt-Zerbst, ebbero sei figli;
- Giovanni (1513-1571).

## Morte
Morì l'11 luglio 1535 a Stendal.

## Ascendenza
|                             |                        |                                   | Genitori                        |  |  | Nonni |  |  | Bisnonni                  |  |  | Trisnonni                |  |
|                             |                        |                                   |                                 |  |  |       |  |  | Federico I di Brandeburgo |  |  | Federico V di Norimberga |  |
|                             |                        |                                   |                                 |  |  |       |  |  | Federico I di Brandeburgo |  |  | Federico V di Norimberga |  |
|                             |                        | Elisabetta di Meißen              |                                 |  |  |       |  |  | Federico I di Brandeburgo |  |  |                          |  |
| Alberto III di Brandeburgo  |                        |                                   |                                 |  |  |       |  |  | Federico I di Brandeburgo |  |  |                          |  |
|                             |                        | Elisabetta di Baviera-Landshut    | Federico di Baviera-Landshut    |  |  |       |  |  |                           |  |  |                          |  |
|                             |                        | Elisabetta di Baviera-Landshut    | Federico di Baviera-Landshut    |  |  |       |  |  |                           |  |  |                          |  |
|                             |                        | Elisabetta di Baviera-Landshut    | Maddalena Visconti              |  |  |       |  |  |                           |  |  |                          |  |
| Giovanni I di Brandeburgo   |                        | Elisabetta di Baviera-Landshut    |                                 |  |  |       |  |  |                           |  |  |                          |  |
|                             |                        | Giacomo I di Baden                | Bernardo I di Baden             |  |  |       |  |  |                           |  |  |                          |  |
|                             |                        | Giacomo I di Baden                | Bernardo I di Baden             |  |  |       |  |  |                           |  |  |                          |  |
|                             |                        | Giacomo I di Baden                | Anna di Oettingen               |  |  |       |  |  |                           |  |  |                          |  |
| Margherita di Baden         |                        | Giacomo I di Baden                |                                 |  |  |       |  |  |                           |  |  |                          |  |
|                             |                        | Caterina di Lorena                | Carlo II di Lorena              |  |  |       |  |  |                           |  |  |                          |  |
|                             |                        | Caterina di Lorena                | Carlo II di Lorena              |  |  |       |  |  |                           |  |  |                          |  |
|                             |                        | Caterina di Lorena                | Margherita del Palatinato       |  |  |       |  |  |                           |  |  |                          |  |
| Gioacchino I di Brandeburgo |                        | Caterina di Lorena                |                                 |  |  |       |  |  |                           |  |  |                          |  |
|                             | Federico I di Sassonia | Federico III di Meißen            |                                 |  |  |       |  |  |                           |  |  |                          |  |
|                             | Federico I di Sassonia | Federico III di Meißen            |                                 |  |  |       |  |  |                           |  |  |                          |  |
|                             | Federico I di Sassonia | Caterina di Henneberg             |                                 |  |  |       |  |  |                           |  |  |                          |  |
| Guglielmo III di Sassonia   | Federico I di Sassonia |                                   |                                 |  |  |       |  |  |                           |  |  |                          |  |
|                             |                        | Caterina di Braunschweig-Lüneburg | Enrico IV di Brunswick-Lüneburg |  |  |       |  |  |                           |  |  |                          |  |
|                             |                        | Caterina di Braunschweig-Lüneburg | Enrico IV di Brunswick-Lüneburg |  |  |       |  |  |                           |  |  |                          |  |
|                             |                        | Caterina di Braunschweig-Lüneburg | Caterina di Pomerania-Wolgast   |  |  |       |  |  |                           |  |  |                          |  |
| Margherita di Sassonia      |                        | Caterina di Braunschweig-Lüneburg |                                 |  |  |       |  |  |                           |  |  |                          |  |
|                             |                        | Alberto II d'Asburgo              | Alberto IV d'Asburgo            |  |  |       |  |  |                           |  |  |                          |  |
|                             |                        | Alberto II d'Asburgo              | Alberto IV d'Asburgo            |  |  |       |  |  |                           |  |  |                          |  |
|                             |                        | Alberto II d'Asburgo              | Giovanna di Baviera-Straubing   |  |  |       |  |  |                           |  |  |                          |  |
| Anna d'Asburgo              |                        | Alberto II d'Asburgo              |                                 |  |  |       |  |  |                           |  |  |                          |  |
|                             |                        | Elisabetta di Lussemburgo         | Sigismondo di Lussemburgo       |  |  |       |  |  |                           |  |  |                          |  |
|                             |                        | Elisabetta di Lussemburgo         | Sigismondo di Lussemburgo       |  |  |       |  |  |                           |  |  |                          |  |
|                             |                        | Elisabetta di Lussemburgo         | Barbara di Cilli                |  |  |       |  |  |                           |  |  |                          |  |
|                             |                        | Elisabetta di Lussemburgo         |                                 |  |  |       |  |  |                           |  |  |                          |  |